# J (ダンサー)
J（じぇい、1991年〈平成3年〉9月11日 ‐ ）は、日本のダンサー、振付師、俳優、デザイナー。ダンスチームKoRocKを拠点に、AREA ROCK STYLER、ENcounter ENgraversのメンバーとしても活動している。ダンスボーカルユニットWEBERの元メンバー。
愛知県名古屋市出身。法政大学卒業。

## 来歴
小学1年生の時、5歳上の兄がダンスを始めたことがきっかけでダンススタジオに通い始め、小学6年生の時にダンスチームKoRocKに加入。
2007年4月、愛知県立昭和高等学校に進学し、ダンス部に所属。
高校在学中、KoRocKのメンバーとして「24時間TV/ダンス甲子園」に2回出場し、2度準優勝。また、高校生日本一を決める大会「DANCE ATTACK」で2度優勝。(2回目はBetrayal Strikerというチームで優勝) その後、「GATSBY STYLING DANCE CONTEST2008-2009」で日本代表となり、アジア大会で優勝。また、中京テレビのダンスバラエティ番組 「スーパーチャンプル」では、2008年4月～6月のマンスリーダンサーランキングで 3ヶ月連続1位を独走し、第2代殿堂入りダンサーの称号を獲得した。
2010年4月、法政大学進学と同時に上京。ダンサー事務所プランチャイムに所属し、KoRocKとしての活動を継続しながら、CMや舞台出演などの個人活動を開始。
2013年6月、新規結成されたダンスボーカルユニットWEBERに、ダンサー兼リーダーとして所属。パフォーマーとして活動するとともに、多くの楽曲の振付けを担当。2017年にはメジャーデビューを果たし、Zeppワンマンライブなどを成功させた。
2020年6月、MUZEデザイナーのSIVAとともにアパレルブランド「Sign1019」を立ち上げ、ダンサーとしての経験や視点からのメッセージをアイテムを通し発信している。
2022年6月、ダンサー事務所プランチャイムを退所するとともにダンスボーカルユニットWEBERから脱退。
現在は、ダンスチームKoRocKのほか、AREA ROCK STYLER、ENcounter ENgraversにも所属し、ダンサー活動を中心に、楽曲制作や映像制作、振付、舞台出演などで活躍している。

## 人物
- 継続することを得意としており、2010年にブログを開設して以来、毎日欠かさずブログを更新している[6]
- 自身のダンス楽曲の制作をきっかけに楽曲制作をはじめ、現在は自身のnoteで楽曲配信をしているほか、舞台等に楽曲提供を行っている
- 料理が得意で、自身のnoteやInstagramにレシピを掲載しており、雑誌「JUNON」の料理男子特集でもオリジナルレシピを披露した[7]
- 負けず嫌いの努力家で、梅棒代表の伊藤今人はインタビューでJについて、「何事にも真剣でストイックで、対応力が早い。理解力がいい。振り憶えも飲み込みも早くて、つねに3歩先を読んでる感じで、非の打ち所がない」と評している[8]
- 小学生の頃はダンス以外に「ピアノ」「書道」「水泳」を習っていた[9]
- 「J」という名前の由来は「あだ名をつけるときに、たまたま服にJAPANって書いてあったから」[10]

## 受賞歴
（）内は受賞した所属チーム
- 2008年　DANCE ATTACK!! FINAL 高校生の部 全国大会　優勝 (KoRocK)[11]
- 2009年　GATSBY STYLING DANCE CONTEST2008-2009 アジア大会　優勝 (KoRocK)
- 2010年　DANCE ATTACK!! TOKYO 高校生の部 東京大会　優勝 (Betrayal Striker)[12]

## 出演
グループ活動は「KoRocK」「WEBER」の頁を参照。

### 舞台
※は本名名義
- ミュージカル『薄桜鬼』〜斎藤一篇〜（2012年4月 - 5月、サンシャイン劇場）– アンサンブル※[13]
- 梅棒第一回公演 「スタンス」（2012年10月、池袋シアターグリーン BIG TREE THEATER）[14]
- ミュージカル黒執事 -The Most Beautiful DEATH in The World- 千の魂と堕ちた死神（2013年6月、赤坂Actシアター 他）– アンサンブル※[15]
- 梅棒11th STAGE「ラヴ・ミー・ドゥー!!」（2021年2月 - 3月、サンシャイン劇場 他）- 衽沢 役[16]
- 30-DELUX×KoRocK「スペースウォーズ2023 feat. BOYS AND MEN」（2023年1月、新国立劇場小劇場）- RED 役[17]

### テレビ
（）内は出演した所属チーム
- CTV「スーパーチャンプル」第2代殿堂入り (KoRocK)
- NTV「24時間テレビ　ダンス甲子園」 (KoRocK)
- NHK「紅白歌合戦」「歌謡コンサート」
- NTV「スター☆ドラフト会議」 (AREA ROCK STYLER)
- 日本テレビ「THE DANCE DAY」決勝大会（2022年5月18日放送）（KoRocK）[18]

### WEBドラマ
- 世界一即戦力な男（2014年、無料動画配信サイト フジテレビプラス）– 寺倉そめひこ役

### 映画
- クローズEXPLODE（2014年4月12日、東宝）

### CM
- ロッテ「Fit’s LINK 電車編」

### ゲーム
- SEGAゲームソフト「リズム怪盗R」 モーションキャプチャー

## 振付
グループとしての振付は「KoRocK」の頁を参照。また「WEBER」では多くの楽曲の振付を担当した。
- ミュージカル『薄桜鬼』〜斎藤一篇〜（2012年4月 - 5月、サンシャイン劇場）※本名名義

## 楽曲提供
- 30-DELUX×KoRocK「スペースウォーズ2023 feat. BOYS AND MEN」（2023年1月、新国立劇場小劇場）舞台楽曲[19]

## 書籍
- 主婦と生活社「JUNON」（2020年8月号）[7]

## アルスマグナとしての活動
2011年から2021年までの10年間、音楽ユニットアルスマグナの「泉奏」として活動していた。
ただし、アルスマグナのコンセプト上、別人という設定で活動しており、公式上は非公表となっている。（活動初期のブログ等では、Jが泉奏として活動することが触れられている）

アルスマグナの「泉奏」としての出演／作品は、「アルスマグナ」の頁を参照。

## Sign1019
2020年、MUZEデザイナーのSIVAとともに立ち上げたアパレルブランド。ダンサーとしての経験や視点からのメッセージをアイテムを通し発信している。

### Collection
| リリース年月 | コレクション名              |
| ------------ | --------------------------- |
| 2020年6月    | 1st Collection              |
| 2020年9月    | 2nd Collection              |
| 2020年12月   | 3rd Collection              |
| 2021年4月    | 4th Collection              |
| 2021年7月    | Sign1019×WEBER Collection   |
| 2021年11月   | 5th Collection              |
| 2021年12月   | J 30th ANNIVERSARY Ltd.ITEM |
| 2022年6月    | 6th Collection              |
| 2022年9月    | 7th Collection              |
| 2022年11月   | EVENTチケット付きITEM       |

### POP UP SHOP
- 2022年9月10日、11日（東京）、9月17日、18日（大阪）で初のPOP UP SHOPを開催

### EVENT
- 2022年11月23日オフライン（東京）、11月28日オンラインにて初のイベント「Fama-ファーマ-」を開催